# Palos Verdes Estates

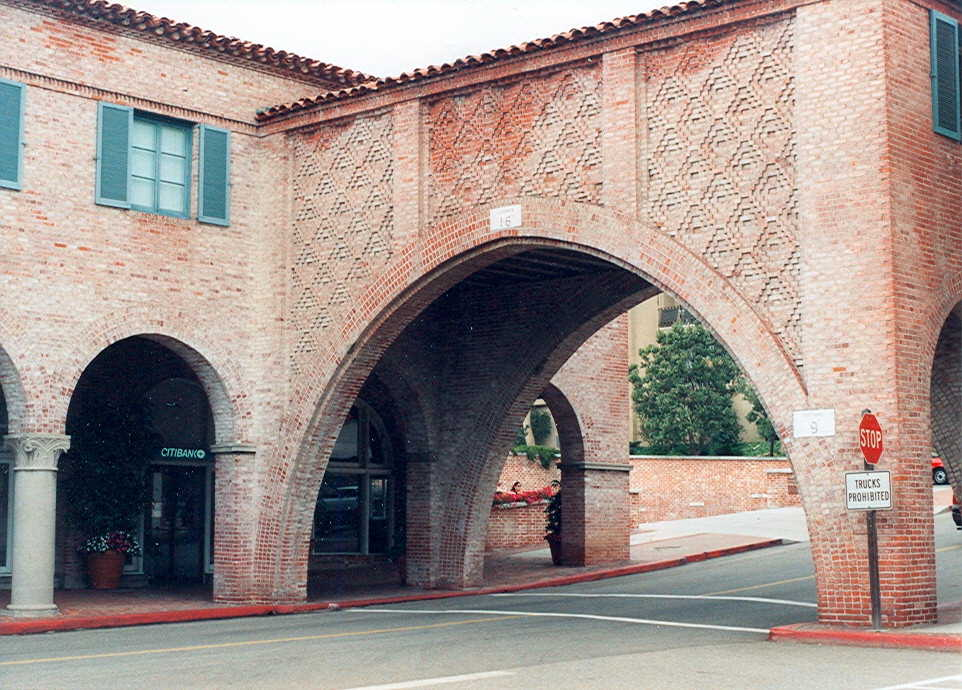
Malaga Cove Plaza byggdes i spansk renässansstil 1925.

Palos Verdes Estates är en stad i Los Angeles County i Kalifornien, på Palos Verdes-halvön. Staden utformades av den kände amerikanske landskapsarkitekten Frederick Law Olmsted, Jr.
Staden ligger vid Stilla Havet söder om Torrance; det finns flera stränder men större delen av kuststräckan är klippig.
Enligt United States Census Bureau har staden en total area på 12,4 km², allt land.

## Befolkning
Enligt folkräkningen år 2000 bodde det 13 340 personer i staden.
Beolkningen fördelades på 78,32% "vita", 0,99% afroamerikaner, 17,14% asiater, och 2,70% "av två eller flera raser". Latinamerikaner "oavsett ras" var 2,83% av invånarna.
Av staden Palos Verdes Estates befolkning beräknades ca 2,2% leva under fattigdomsgränsen (år 2004) jämfört med 13,1 % för hela USA och 13,3% för Kalifornien.